# 이것이 스파이널 탭이다
《이것이 스파이널 탭이다》(영어: This Is Spinal Tap, 혹은 영어: This Is Spın̈al Tap: A Rockumentary by Martin Di Bergi)는 미국에서 제작된 1984년 모큐멘터리 코미디 영화이다. 롭 라이너가 연출, 공동 각본, 공동 작곡을 맡았으며, 라이너의 연출 데뷔작이다. 크리스토퍼 게스트, 마이클 매키언, 해리 시어러가 가상의 헤비 메탈 밴드 "스파이널 탭" 역으로 출연하며, 캐런 머피 등이 제작에 참여하였다. 이 영화는 록 밴드에게서 보이는 음악적 허세와 《더 송 리메인즈 더 세임》(1976), 《라스트 왈츠》(1978) 등 찬양조 성향이 강한 음악 다큐멘터리 영화류를 《러틀스》(1978)와 유사한 태도로 풍자한다.
개봉 당시 극장가 성적은 그리 좋지 않았으나 평단으로부터 호평을 받았으며 VHS로 유통되면서 컬트 지지층이 형성되었다. 2002년 미국 의회도서관에 의해 문화적으로, 역사적으로, 미적으로 중요함을 인정받아 미국 국립영화등기부에 선정, 보존되었다.
롭 라이너가 연출하고 크리스토퍼 게스트, 마이클 매키언, 해리 시어러가 재출연하는 속편이 제작 중에 있다.

## 줄거리
영화는 1982년 영화 제작자 마티가 영국 록밴드 "스파이널 탭"이 신규 앨범 Smell the Glove 홍보차 미국 순회 공연을 도는 모습을 다큐멘터리 영화로 찍는 형식으로 진행된다.
이들은 죽마고우이며 기타와 보컬을 맡고 있는 데이비드와 나이절, 베이스 기타 연주자 데릭, 키보드 연주자 비브, 드럼 연주자 믹으로 구성돼있다. 원래는 스키플 그룹으로 시작해 플라워 파워 노래 "Listen to the Flower People"로 인기를 얻었지만 곧 헤비 메탈 밴드로 전환하였다. 그간 이 밴드의 드럼 연주자들은 타인의 토사물에 목이 막혀 죽는 등 각종 기이한 사고로 사망해왔다.
표가 팔리지 않아 일부 공연이 취소되면서 매니저 이언과 밴드 구성원 사이에 긴장이 형성되는 가운데 성 차별 요소가 담긴 앨범 커버 아트가 문제시되어 주요 유통사에서 앨범 판매를 거부하는 사태가 빚어진다. 점성술에 빠져있는 요가 강사인 데이비드의 여자친구 지닌이 합류해 의상과 무대 설치 의견을 내고, 나이절과 이언은 이를 싫어한다. 음반사는 밴드와 상의 없이 독단으로 앨범 커버를 전면 검정색으로 발매한다. 이언은 이 결정이 비틀스 화이트 앨범과 유사한 효과를 낼 거라고 기대하지만 앨범은 좀처럼 팔리지 않는다.
나이절은 드루이드 주제의 글램 록 공연을 구상해 스톤헨지 거석기념물 소품을 주문하게 한다. 그러나 치수를 잘못 적어 18 피트(5.5 m)가 아니라 18 인치(46 cm) 높이 소품이 도착하면서 웃음거리가 된다. 데이비드가 지닌에게 공동 매니저를 맡기자고 제안하자 이언이 일을 그만둔다.
이후 공연장을 소규모로 재조정하고, 나이절은 지닌과 데이비드에게 무시당한다. 공군 기지 공연에서 장비가 오작동하자 화가 난 나이절은 공연 도중 밴드를 탈퇴한다. 이어진 놀이공원 원형극장 공연에선 표지판에서 인형극 밑에 이름이 올라간다. 게다가 나이절의 부재로 공연 가능한 곡목이 한정된다. 이들은 데릭의 건의로 실험적인 곡 "Jazz Odyssey"를 급조해 연주하나 실망스러운 반응을 얻는다.
순회 공연 마지막날 데이비드와 데릭은 밴드 해체를 고려한다. 그러나 나이절이 스파이널 탭의 곡 "Sex Farm"이 일본에서 큰 인기를 끌고 있으며 이언이 일본에서 공연을 하길 원한다고 전한다. 데이비드가 이를 받아들이고, 이언은 매니저로 재고용된다. 스파이널 탭은 무대에서 폭발해 사망한 믹 대신 조 "마마" 베서를 새 드럼 연주자로 영입한다. 일본 공연은 매진된다.

## 출연
- 마이클 매키언 - 데이비드 세인트허빈스 역
- 크리스토퍼 게스트 - 나이절 터프널 역
- 해리 시어러 - 데릭 스몰스 역
- 롭 라이너 - 마틴 "마티" 디버기 역
- 토니 헨드라 - 이언 페이스 역
- R.J. 파넬 - 믹 슈림프턴 역
- 데이비드 캐프 - 비브 새비지 역
- 준 채드윅 - 지닌 페티본 역
- 브루노 커비 - 리무진 운전 기사 토미 피스케다 역
- 에드 베글리 주니어 - 존 "스텀피" 피프스 역
- 프랜 드레셔 - 보비 플레크먼 역
- 패트릭 맥니 - 데니스 이턴호그 경 역
- 데이나 카비 - 무언극 공연자인 종업원 역
- 샌디 헬버그 - 앤절로 디멘티벨리오 역
- 빌리 크리스털 - 무언극 공연자 모티 역
- 폴 베네딕트 - 터커 "스미티" 브라운 역
- 하워드 헤스먼 - 듀크 페임의 매니저 테리 래드 역
- 조이스 하이저 - 벌린다 역
- 아치 한 - 룸 서비스 직원 역
- 찰스 레빈 - 디스크 '엔' 댓 매니저 역
- 앤젤리카 휴스턴 - 폴리 도이치 역
- 프레드 윌러드 - 밥 훅스트래튼 공군 중위 역

## 기타 제작진
- 미술: 브라이언 존스
- 의상: 러네이 존스턴

## 같이 보기
- 러틀스 (1978)
- CB4 (1993)
- 팝스타: 네버 스탑 네버 스토핑 (2016)